# Francesco Piticchio
Francesco Piticchio (?-1800) fue un compositor italiano. Tal vez nació en Palermo y se desconoce su fecha de nacimiento. Se llegó a cierta equivocación con su lugar de nacimiento debido a que se confunde con el compositor italiano Pietro Paulo Piticchio por el apellido que es nativo de Roma. Aunque no se conoce mucho sobre su vida, consta que fue maestro de capilla en Palermo en 1760, profesor de contrapunto en el conservatorio de música del Buen Pastor y en 1778 colaboró en Roma con Giuseppe Gazzaniga escribiendo el borrador del intermezzo El marqués de Verde Antico. En 1777 es públicamente reconocido como compositor de ópera en Roma. 
En el año 1782, realizó un viaje a Alemania junto a una compañía teatral italiana, donde trabajó como compositor y maestro de clavicordio en ciudades como Dresde, Braunschweig, entre otras.
Es desde Dresde donde, con la recomendación de Catterizo Mazzolàs, viaja hasta Viena en busca del gran libretista Lorenzo Da Ponte. 
Serenata Il Parnasso está registrada como anónima pero se le atribuye a él. Se encuentra en la Biblioteca de Don Gabriel. Fue cantada en Madrid el 15 de julio de 1785 en la casa del embajador extraordinario de Portugal con motivo de la entrada de la infanta Mariana Vitoria de Borbón. 
En 1787 se estrena en el Teatro Estatal de Praga, República Checa Il dissoluto punito, ossia il Don Giovanni de Wolfgang Amadeus Mozart. Piticchio se encargará de la dirección del Nationaltheater. 
Hizo un arreglo del libreto de La Betulia Liberatta que era propiedad de Mozart. Hizo cambios y cortes al libreto original y finalmente el texto no encajaba con el libreto del que tomó la idea. 
Después de su estancia en Viena hasta 1791 (año que coincide con la muerte de Mozart) regresa a Italia quedándose en Nápoles donde el 13 de agosto de 1798 se representa La vendetta di Medea en el Teatro San Carlo. Forma parte de la corte de Fernando IV de Nápoles y Sicilia.  
Es en 1799 con la revolución napolitana se retira a su ciudad natal y donde se supone que un año más tarde fallecería. 

## Trabajos
Si ya se conocía poco de su vida, en su actividad musical pasa lo mismo. Hay al menos seis óperas de las que se desconoce su paradero. 
- El charlatán acusado (dramaturgo, 1777, Florencia)

- El marqués de Verde Antico (intermezzo, en colaboración con Giuseppe Gazzaniga, 1778, Roma)
- Dido abandonado (libreto de O. Balsamo, 13 de agosto de 1798, Nápoles)
- El amante militar (drama lúdico, 1781, Roma)
- Amantes de la prueba (drama lúdico, libreto de Giovanni Bertati, 1785, Dresde)
- El Bertoldo (drama lúdico, libreto de Lorenzo Da Ponte, por Gaetano Brunati, 1787, Viena)
- La venganza de Medea (trabajo serio, libreto de O. Balsamo, 1798, Nápoles)
- La concordia felice (finales del verano de 1799, con motivo de la festividad de la reconquista del reino de Nápoles)